# Velîkîi Kobîlîn, Ovruci
Velîkîi Kobîlîn (în ucraineană Великий Кобилин) este un sat în comuna Velîka Haicea din raionul Ovruci, regiunea Jîtomîr, Ucraina.

## Demografie
Componența lingvistică a localității Velîkîi Kobîlîn
     Ucraineană (98,55%)
     Alte limbi (1,45%)
Conform recensământului din 2001, majoritatea populației localității Velîkîi Kobîlîn era vorbitoare de ucraineană (98,55%), existând în minoritate și vorbitori de alte limbi.